# 马尔库斯·尤利乌斯·布鲁图斯
马尔库斯·尤利乌斯·布鲁图斯（拉丁語：Marcus Junius Brutus Caepio，拉丁語發音：[ˈmaːrkʊs juːniʊs ˈbruːtʊs]；前85年—前42年10月23日），又譯布魯圖、布魯特斯，是晚期罗马共和国的一名元老院议员。後來他组织并参与了对凱撒的谋杀。

## 早年生涯
布鲁图斯的父亲德希马·布鲁图斯是一位政治家。他的母亲塞薇利娅·加比奥尼是小加图同母异父的姊姊。由于塞薇利娅是凱撒的情妇，后世有人怀疑凱撒是他的生父。这类怀疑是不大站得住脚的，因为布鲁图斯出生时，凱撒才只15岁，此后十年，他母亲才成为凱撒的情妇。布鲁图斯年少时被他外祖父克温图斯·赛尔维利乌斯·凯皮欧收养，故而布鲁图将后者的姓凯皮欧（Caepio）加到了自己名字裡面。

## 涉足政界
在小加图任塞浦路斯总督期间，布鲁图斯当上了他的一名助手，从而开始步入政界。这段时间裡，他通过向贫民放高利贷发了一笔财。布鲁图进入元老院伊始，便与贵人派结成了同盟，以反对克拉苏、庞培和凱撒的前三头同盟。值得一提的是，布鲁图的父亲在前77年被庞培杀害，由此他与庞培结下了宿怨。尽管如此，在前49年凱撒与庞培的内战中，布鲁图还是倒向了庞培一方，因为此时庞培已然成为贵人派的领袖。

## 刺杀凯撒
次年8月，庞培在法萨卢斯战役中被凱撒击败，逃往埃及。布鲁图斯转而投靠凱撒，并获得了后者的宽恕与信任，但他後來參加了元老院共和派反對凱撒專制獨裁的行動。据史料记载公元前44年有23个人一起刺杀凯撒，为的是将罪责减轻到最小。當凱撒發現暗殺團中有布鲁图斯後、直至身中23刀後倒臥身亡的過程，始終是史學家爭論的焦點。最廣為人知的凱撒的遺言是：“Et tu, Brute?”（還有你？布鲁图斯？）遂以衣袍遮面不再抵抗（但此說可能不盡正確。詳見Et tu, Brute?）。布鲁图斯向羅馬群眾說明行刺的動機，他曾留下一句名言：“我愛凱撒，我更愛羅馬”。
行刺事件逐漸導致羅馬的內戰，布鲁图斯在公元前42年的腓立比戰役敗給了安東尼，四面楚歌的布鲁图斯後來是自殺的，他叫Strato拿着他的劍，然后他自己朝劍鋒衝去。據說他敗戰前見過凱撒的鬼魂。
安東尼非常尊敬布魯圖斯，為他舉行體面的葬禮，屋大維也保留布魯圖斯的地位和榮譽。